# Pålsjön (Vibyggerå socken, Ångermanland)
Pålsjön är en sjö i Kramfors kommun i Ångermanland och ingår i Nätraån-Ångermanälvens kustområde. Sjön har en area på 0,165 kvadratkilometer och ligger 186,1 meter över havet. Sjön avvattnas av vattendraget Skuleån.

## Delavrinningsområde
Pålsjön ingår i det delavrinningsområde (700311-162754) som SMHI kallar för Utloppet av Pålsjön. Medelhöjden är 238 meter över havet och ytan är 2,1 kvadratkilometer. Det finns inga avrinningsområden uppströms utan avrinningsområdet är högsta punkten. Skuleån som avvattnar avrinningsområdet har biflödesordning 2, vilket innebär att vattnet flödar genom totalt 2 vattendrag innan det når havet efter 17 kilometer. Avrinningsområdet består mestadels av skog (89 procent). Avrinningsområdet har 0,17 kvadratkilometer vattenytor vilket ger det en sjöprocent på 7,9 procent.